# Матвеев, Иван Фёдорович (Герой Советского Союза)
Ива́н Фёдорович Матве́ев (1912—1986) — лётчик авиации дальнего действия, полковник Советской Армии, участник Великой Отечественной войны, Герой Советского Союза (1942).

## Биография
Иван Матвеев родился 1 июня 1912 года в селе Ярославском (ныне в составе Алапаевского района Свердловской области). После окончания четырёх классов школы работал на Алапаевском металлургическом заводе. В 1933 году Матвеев окончил школу фабрично-заводского ученичества, в 1935 году — второй курс горно-металлургического техникума. В сентябре 1935 года Матвеев был призван на службу в Рабоче-крестьянскую Красную Армию. В 1938 году он окончил Оренбургскую военную авиационную школу лётчиков. С августа 1941 года — на фронтах Великой Отечественной войны.
Прошёл путь от командира корабля до командира эскадрильи в 250-м авиаполку 62-й авиадивизии АДД СССР. Участвовал в битве за Кавказ и Сталинградской битве, совершал боевые вылеты на доставку важных грузов партизанам в оккупированном Крыму. В общей сложности за время войны совершил 221 боевой вылет на доставку грузов, высадку десантов, бомбардировку скоплений боевой техники и живой силы противника, нанеся ему большие потери.
Отдельным Указом Президиума Верховного Совета СССР «О присвоении звания Героя Советского Союза старшему лейтенанту Матвееву И. Ф.» от 18 августа 1942 года за «образцовое выполнение боевых заданий командования на фронте борьбы с немецкими захватчиками и проявленные при этом отвагу и геройство» удостоен звания Героя Советского Союза с вручением ордена Ленина и медали «Золотая Звезда».
После окончания войны Матвеев продолжил службу в Советской Армии. В январе 1959 года в звании полковника он был уволен в запас. Проживал в Москве, работал в гражданской авиации. Скончался 26 августа 1986 года, похоронен на Митинском кладбище Москвы.
Был также награждён двумя орденами Красного Знамени, двумя орденами Отечественной войны 1-й степени, орденом Отечественной войны 2-й степени, двумя орденами Красной Звезды, рядом медалей.
В честь Матвеева названа улица в его родном селе.